# تروپونین

فعال شدن تروپونین. تروپونینC (صورتی) به Ca2+(کلسیم) متصل می‌شود٬فعالیت ماهیچه تثبیت می‌شود٬دراین هنگام تروپونین I (قرمز چپ) از اکتین جدا شده. تروپونین T (قرمز راست)کمپلکس ایجاد شده را به تروپومیوزین چفت می‌کند.

تروپونین(به انگلیسی: Troponin) یک پروتئین با وزن مولکولی بالا است و به طور ویژه در بافت ماهیچه‌ای یافت می‌شود و شامل سه دامنه است. دامنهI که به F-اکتین متصل می شود٬ دامنه C که یونهای کلسیم متصل می‌شود و دامنه T که متصل به تروپومیوزین می‌شود.